# Saint-Julien-sur-Sarthe
Saint-Julien-sur-Sarthe é uma comuna francesa na região administrativa da Normandia, no departamento Orne. Estende-se por uma área de 16,6 km². Em 2010 a comuna tinha 692 habitantes (densidade: 41,7 hab./km²).